# الرملية (إدلب)
الرملية قرية سورية تتبع ناحية بداما في منطقة جسر الشغور في محافظة إدلب. بلغ عدد سكانها 155 نسمة في عام 2004 حسب إحصاء المكتب المركزي للإحصاء.